# Valtion Elokuvatarkastamo

Logo

Valtion elokuvatarkastamo (VET) é um sistema de classificação de filmes e jogos eletrônicos finlandesa.
A VET/SFB é uma instituição oficial do Ministério Finlandês de Educação. É responsável por inspecionar e classificar o conteúdo de filmes e jogos interativos. Só o material pretendido ser acessível a menores de 18 anos de idade é sujeito à inspeção obrigatória antes de ser lançado ao público; os filmes sexuais não precisam de vistoria embora a Valtion possa olhá-lo se assim quiserem. Uma notificação própria é normalmente suficiente para o material adulto, mas o conselho tem o direito de inspecionar qualquer material suspeito de violar leis ou material que não seja propriamente notificado. Até 2001 a VET também inspecionou material destinado para públicos adultos e pôde prevenir lançá-lo na Finlândia se o conselho o considerasse excessivamente violento.
Os distribuidores ou os produtores podem apelar contra as decisões da VET/SFB ao Conselho de Apelação marcado pelo governo. Desde 2003 a Finlândia tem sido participante do  sistema pan-europeu PEGI para classificar jogos interativos.

## Classificações por idade

### Programas audiovisuais
O Conselho Finlandês de Classificação de Filme tem um sistema de classificação de filme sob qual os filmes são classificados em uma das categorias seguintes:
- 3 - para todas as idades
- 7 - Somente para 7 anos ou mais
- 11 - Somente para 11 anos ou mais
- 13 - Somente para 13 anos ou mais
- 15 - Somente para 15 anos ou mais
- 18+ - Proibido para menores de 18 anos.

| Idade   | 3 | 7 | 11 | 13 | 15 | 18 |
| ------- | - | - | -- | -- | -- | -- |
| Símbolo |   |   |    |    |    |    |

### Videogames
- 3 - para todas as idades.
- 7 - Somente para 7 anos ou mais.
- 12 - Somente para 12 anos ou mais.
- 16 - Somente para 16 anos ou mais.
- 18+ - Proibido para menores de 18 anos.

| Idade   | 3 | 7 | 12 | 16 | 18 |
| ------- | - | - | -- | -- | -- |
| Símbolo |   |   |    |    |    |